# Латеранський палац
Латеранський палац — палац у Римі, що служив з IV до початку XI ст. резиденцією римських пап. В цьому соборі проходили церковні собори, чотири з яких увійшли в історію як Вселенські.

## Історія
У 1308 році палац і базиліка сильно постраждали й частково були зруйновані під час пожежі. Після будівництва Апостольського палацу Латеранський палац втратив свою значимість. Нову (літню) резиденцію було побудовано за наказом папи Сикста V в 1586 році за ескізами Доменіко Фонтана. Архітектурне рішення палацу подібно з палаццо Фарнезе.
11 лютого 1929 року в палаці укладені Латеранські угоди між Святим Престолом та прем'єр-міністром Королівства Італії Беніто Муссоліні.
У Латеранському палаці раніше розташовувалися деякі музеї Ватикану, наприклад, етнологічний музей і Григоріанський музей світського мистецтва. Зараз тут розміщене відділення історичного музею Ватикану.

## Галерея

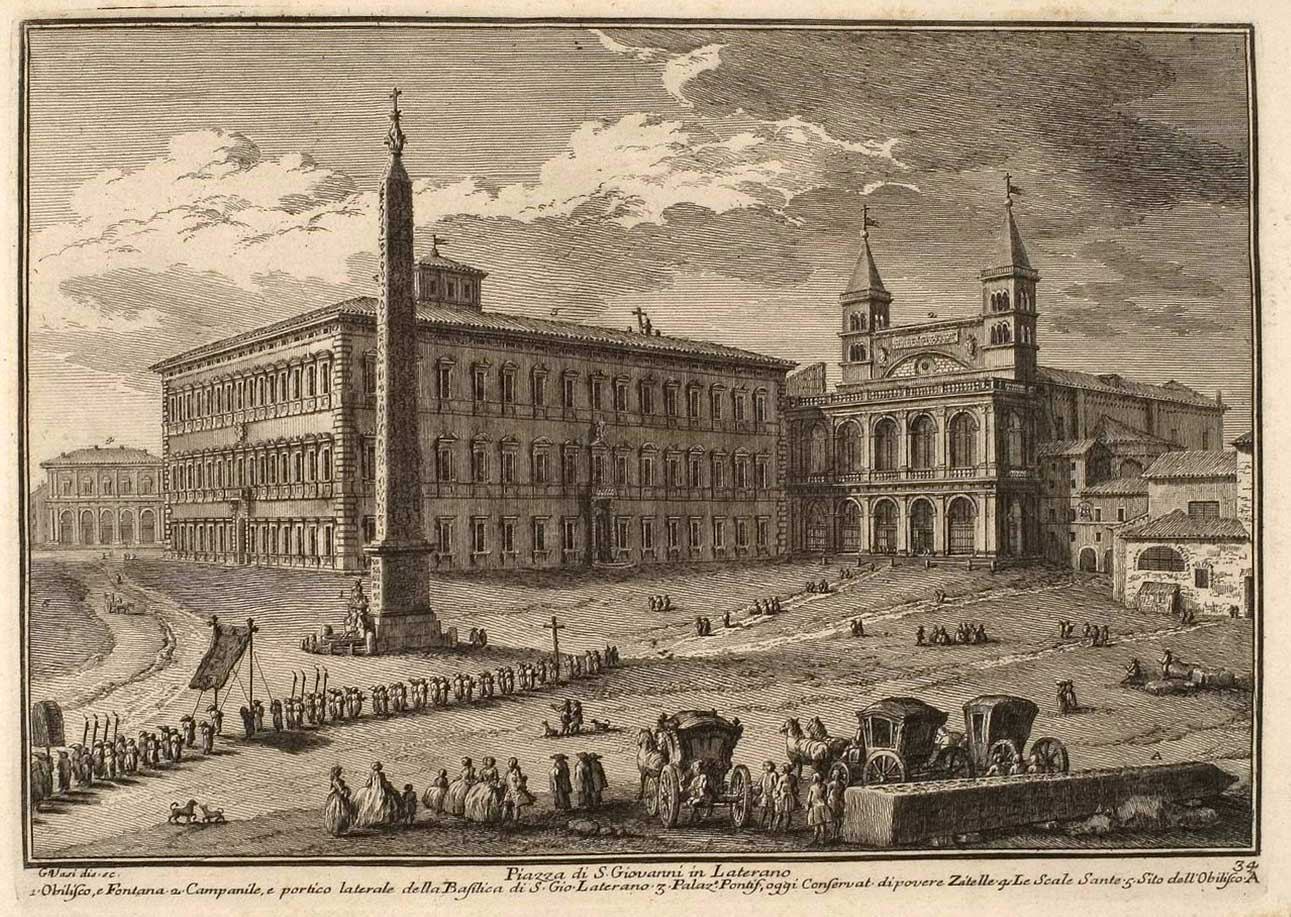
Джузеппе Вазі. Латеранський палац. 1752
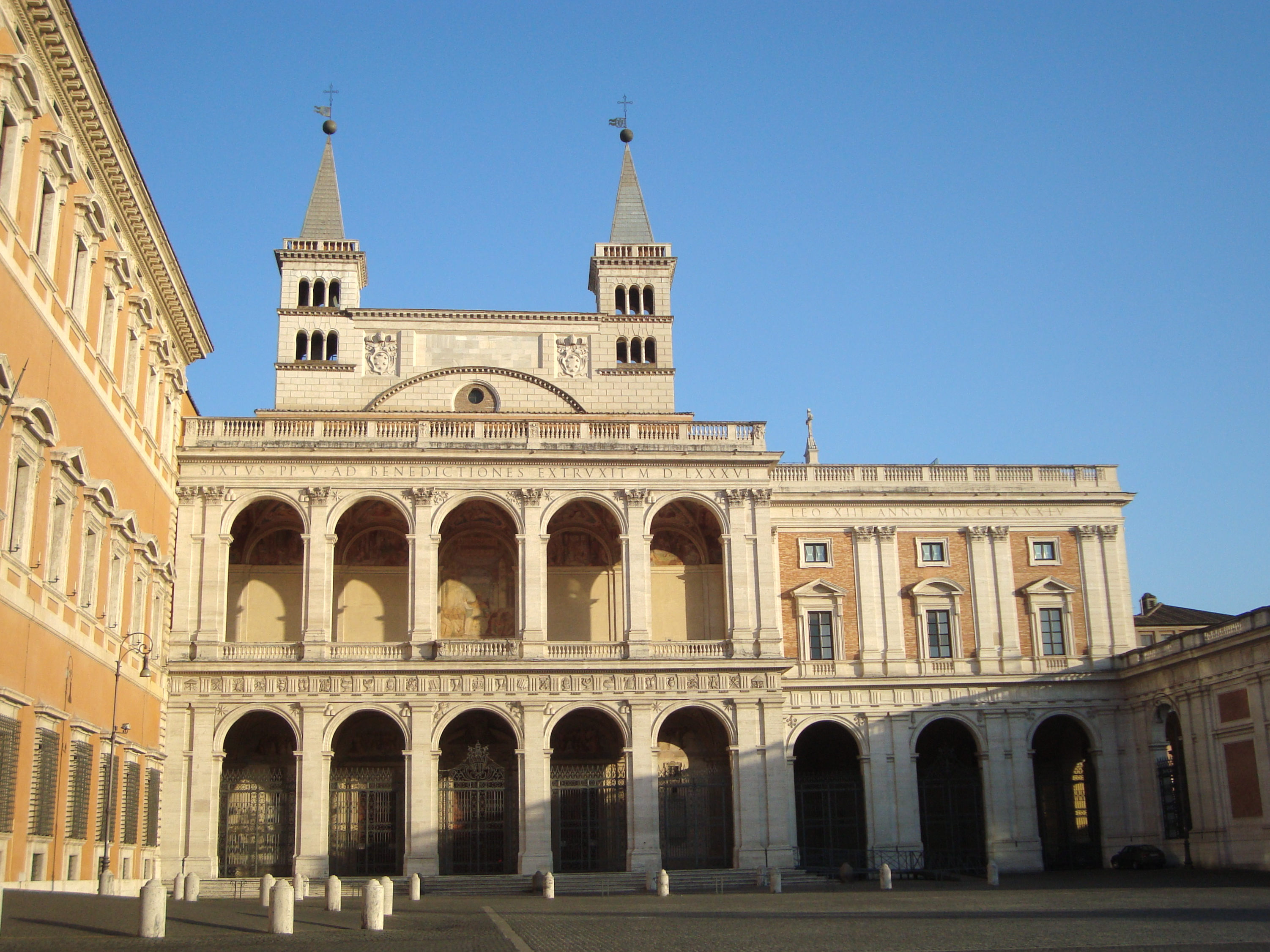
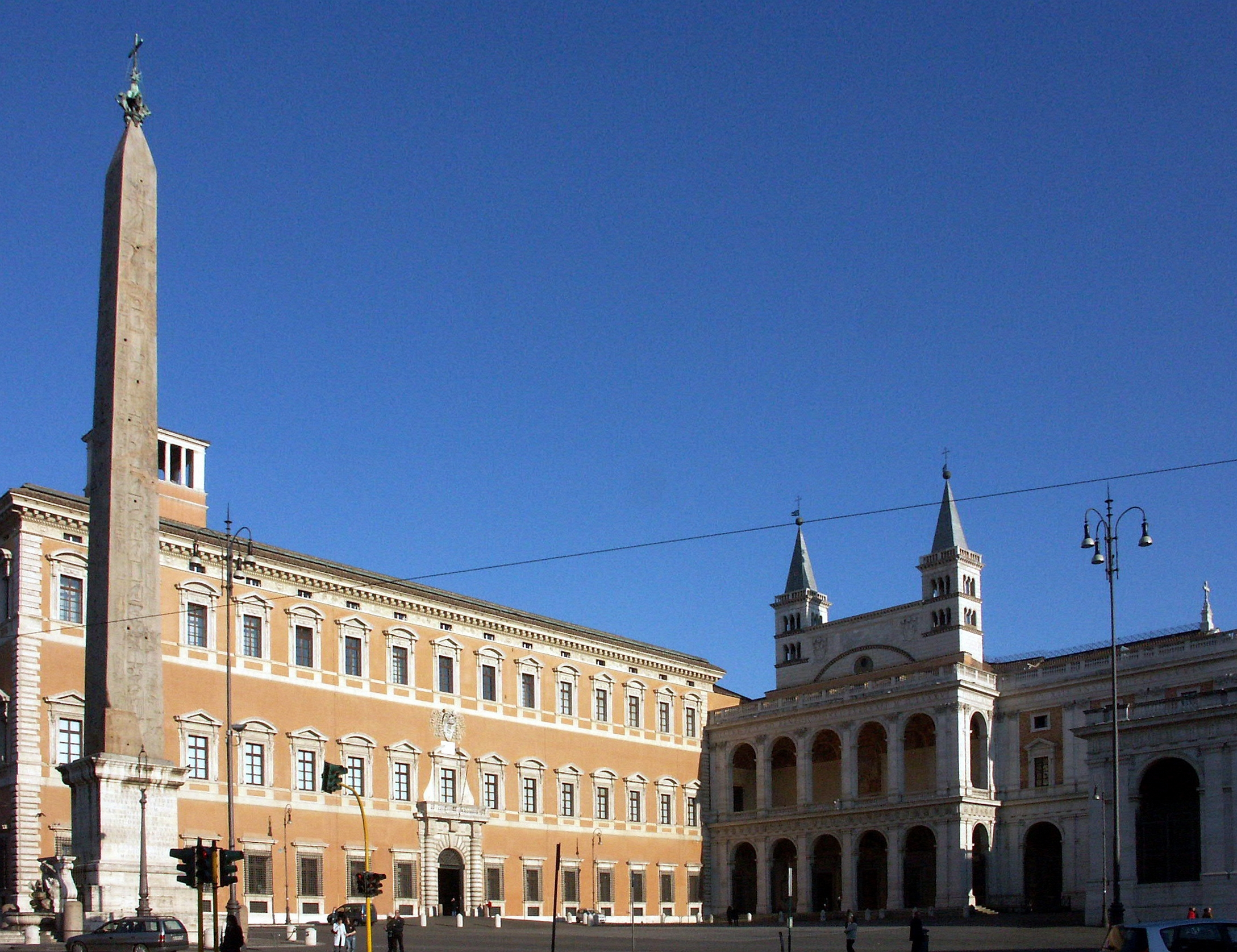
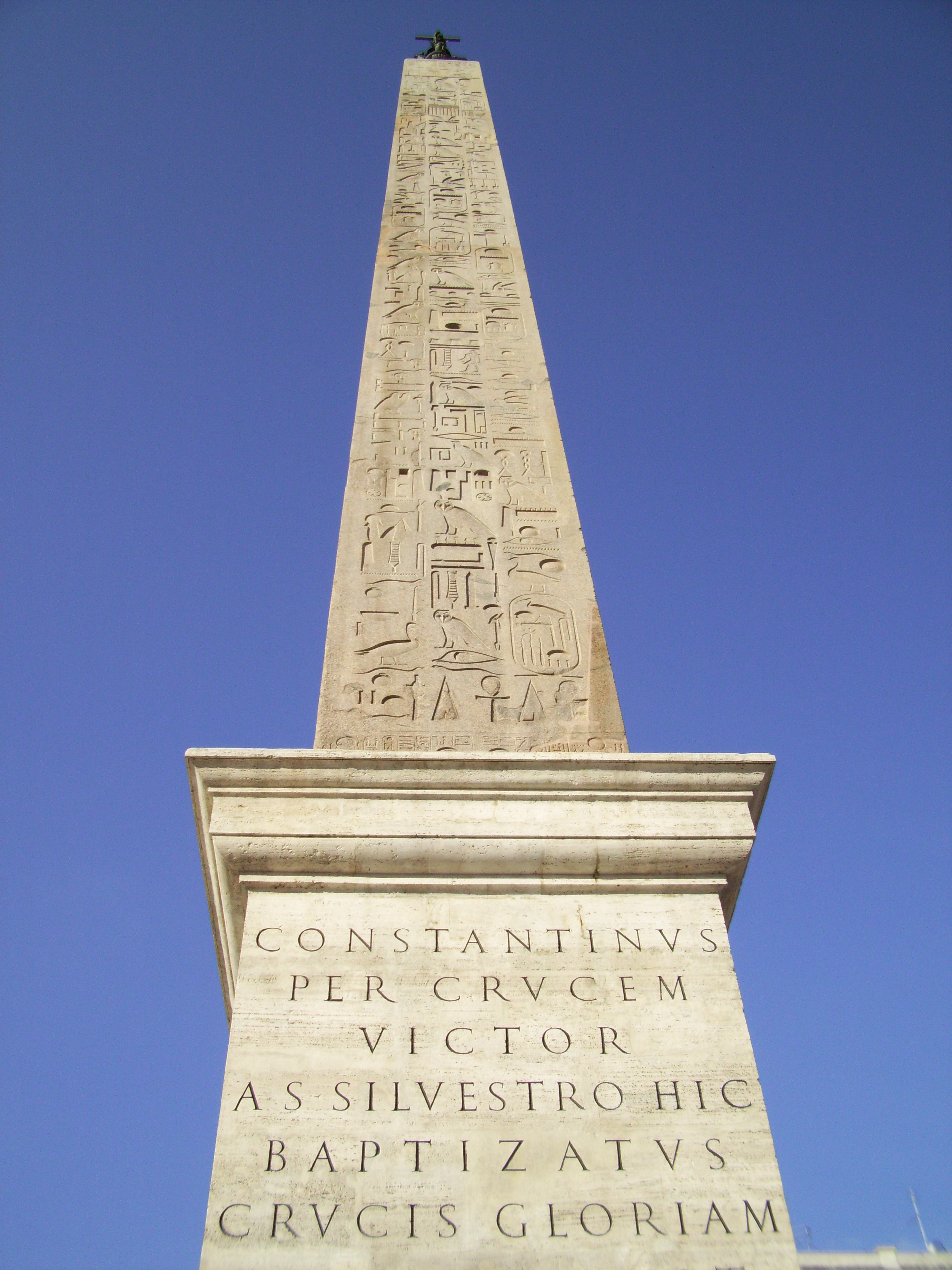
Обеліск
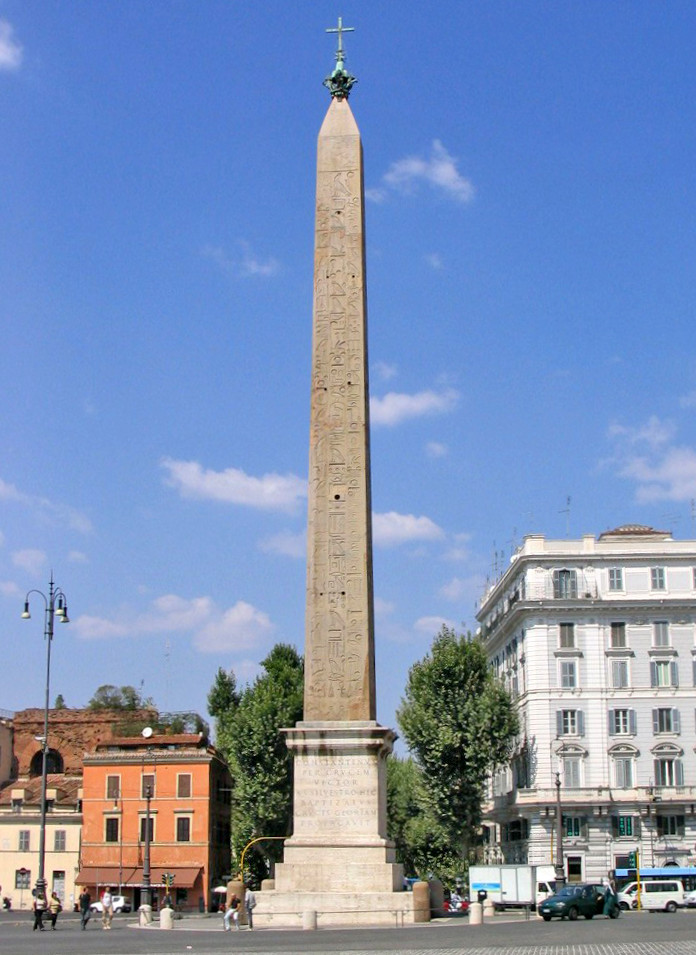
Обеліск
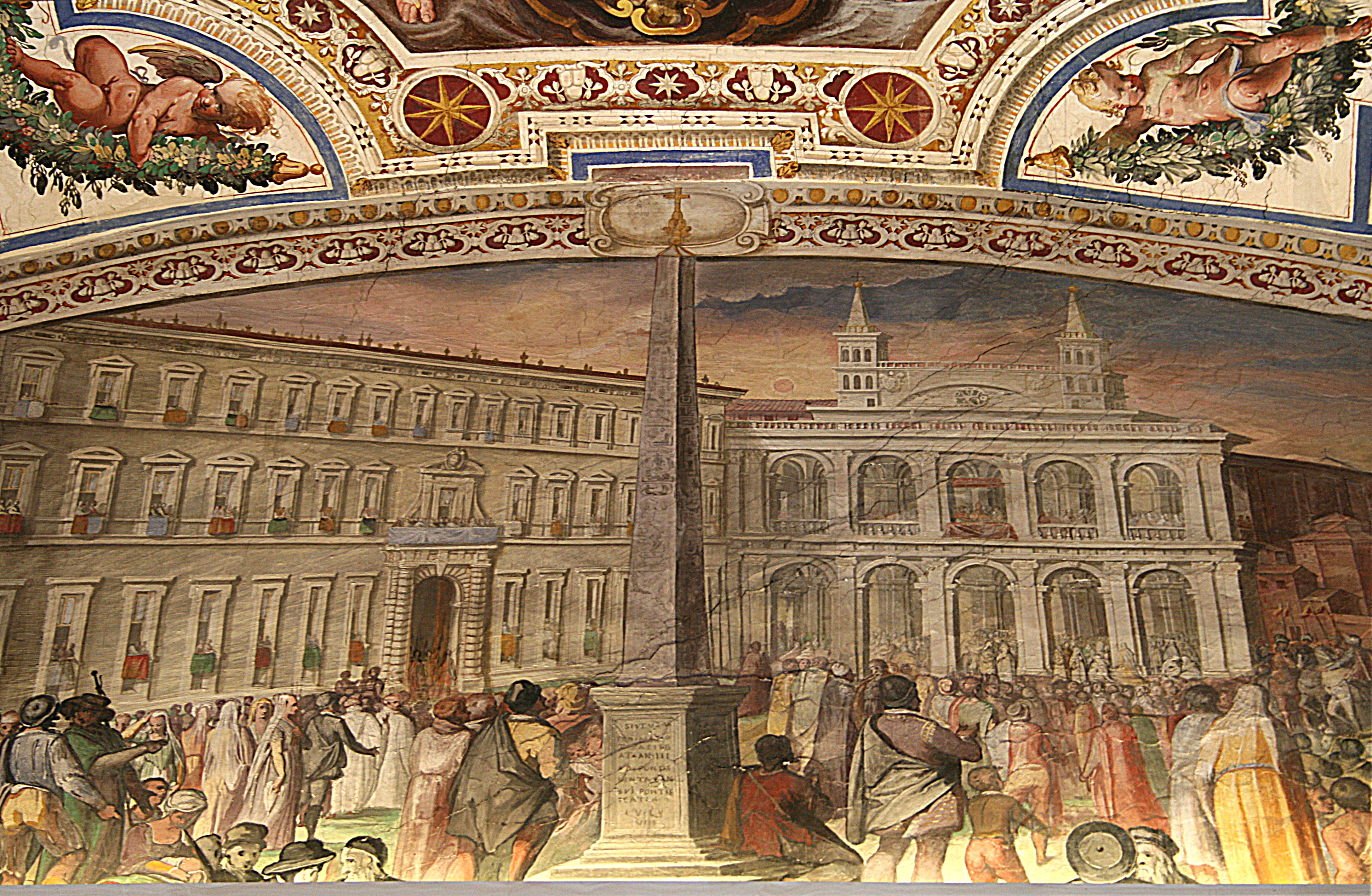
Внутрішнє оздоблення
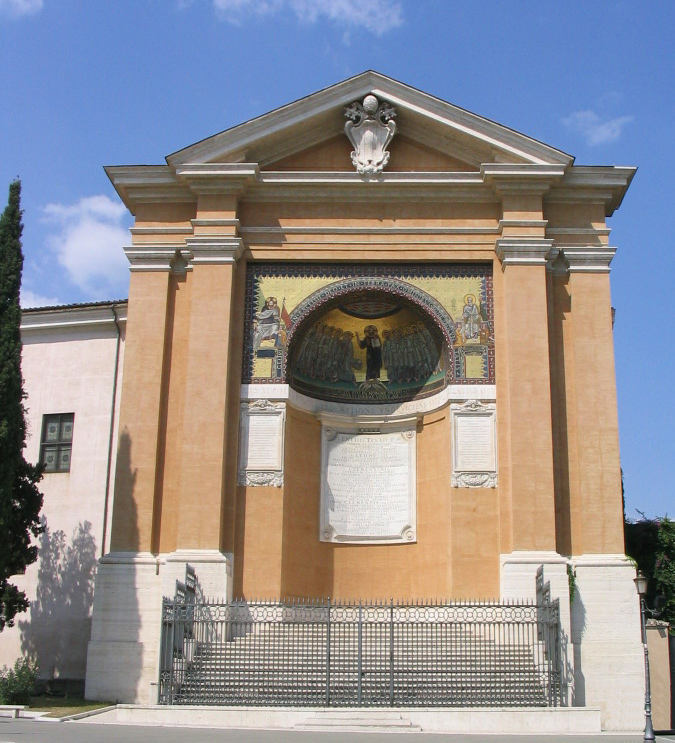
Тріклінум
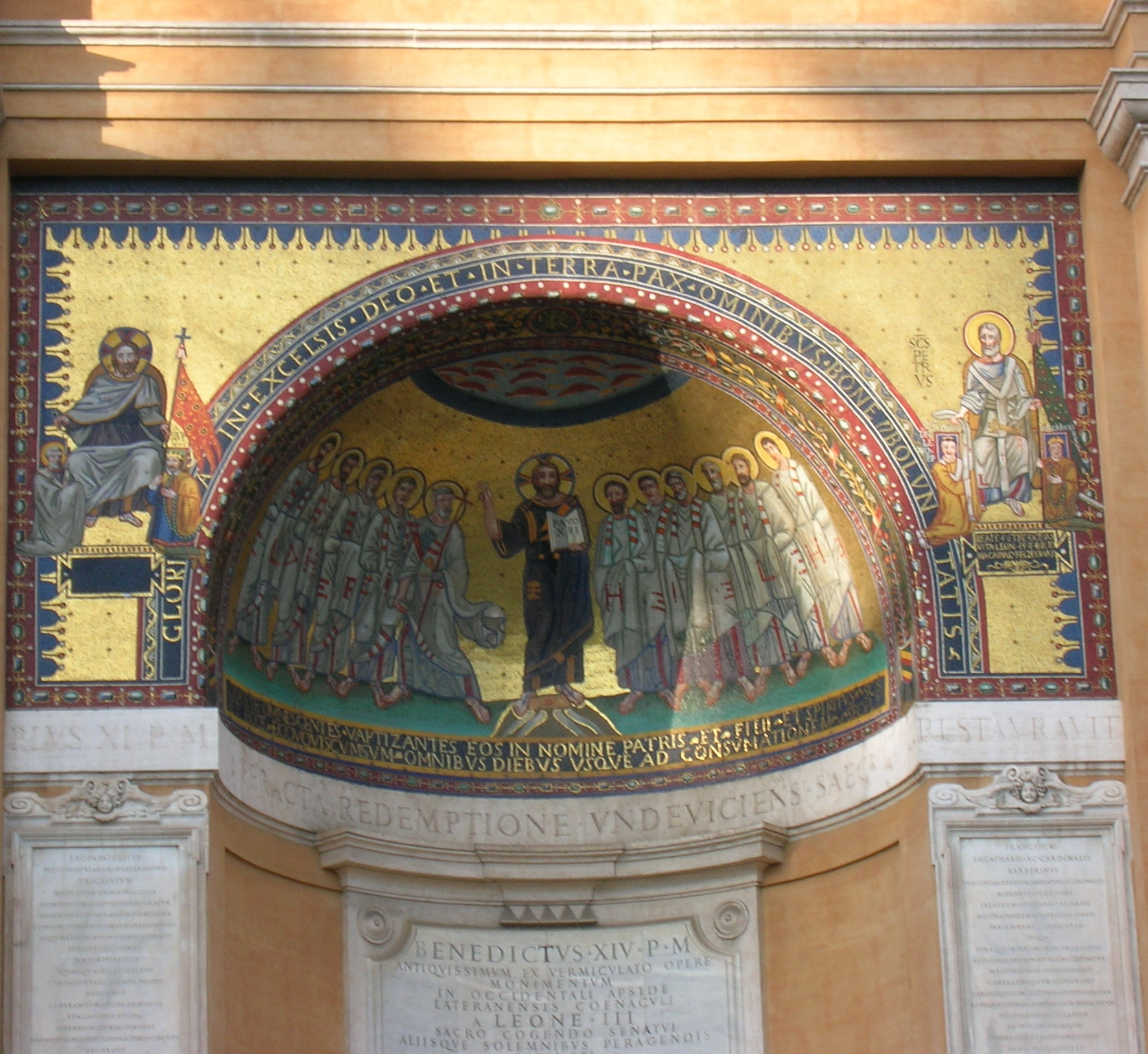
Тріклінум
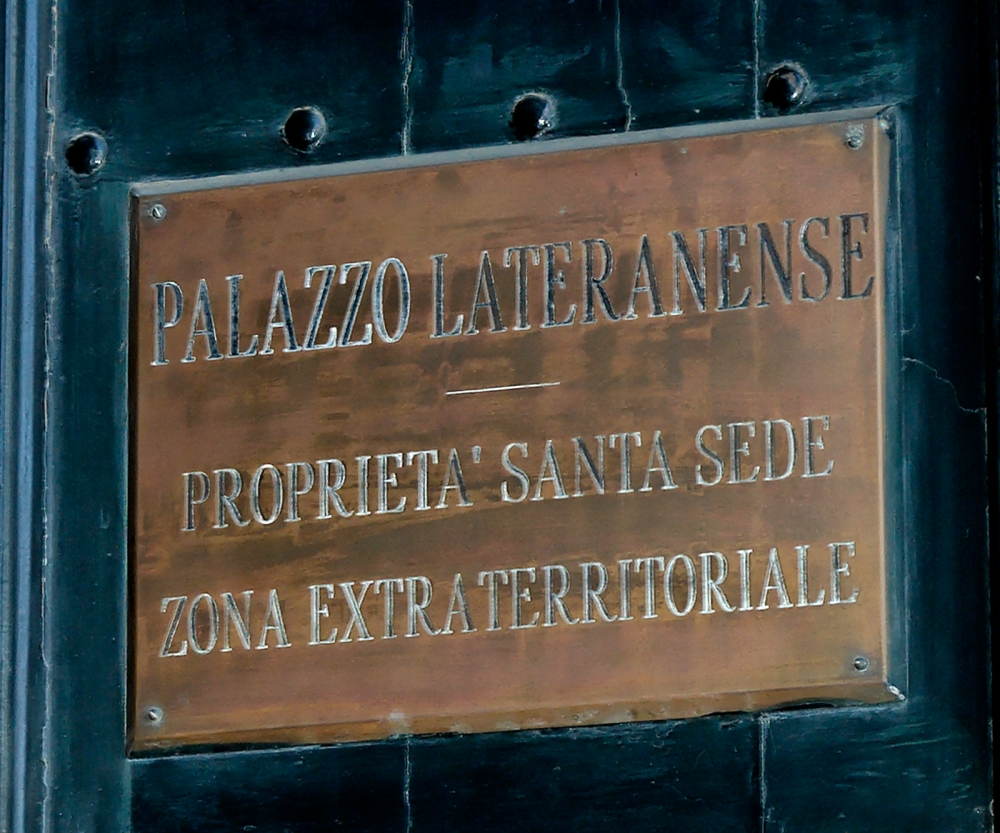
Дошка з оголошенням про статус